# Grabowiec (wieś w powiecie bielskim)
Grabowiec – wieś w Polsce położona w województwie podlaskim, w powiecie bielskim, w gminie Bielsk Podlaski.

## Historia
Król Władysław IV, w roku 1635, w uznaniu zasług Waleriana Piaseckiego, który służył pod chorągwiami Rzeczypospolitej, nadaje mu dożywotnio pięć łanów we wsi Grabowiec, w starostwie bielskim, przy granicy dworu wójtowskiego grabowieckiego, w stronę wsi Szastały i przedmieścia Bielska (...), które to dobra posiadał uprzednio Jan Lubmaier. W połowie XVIII wieku wieś dzierżawił Tomasz Węgierski wraz z żoną Anielą. W ich dworze w Grabowcu urodził się w 1755 roku późniejszy poeta, prozaik i satyryk Tomasz Kajetan Węgierski nazywany "Polskim Wolterem".
Według Powszechnego Spisu Ludności z 1921 roku wieś Grabowiec liczyła 75 domów i zamieszkiwana była przez 345 osób (183 kobiety i 162 mężczyzn). Większość mieszkańców Grabowca (217 osób) zadeklarowała wówczas wyznanie prawosławne, natomiast pozostali podali kolejno: wyznanie rzymskokatolickie (118 osób) oraz wyznanie mojżeszowe (10 osób). Podział religijny mieszkańców Grabowca całkowicie odzwierciedlał ich strukturą etniczną, bowiem 217 mieszkańców zadeklarowało narodowość białoruską, 118 polską, a pozostałe 10 osób zgłosiło narodowość żydowską. W okresie międzywojennym miejscowość znajdowała się w gminie Łubin.
W latach 1975–1998 miejscowość należała administracyjnie do województwa białostockiego.

## O wsi
Przez wieś przebiega droga krajowa nr 66.
W strukturach administracyjnych Kościoła prawosławnego wieś podlega parafii pw. Narodzenia Najświętszej Marii Panny w Bielsku Podlaskim.
Wierni kościoła rzymskokatolickiego należą do parafii Wniebowzięcia Najświętszej Maryi Panny w Łubinie Kościelnym.

## Urodzeni w Grabowcu
- Aleksander Jankowski (1920–1994) – generał brygady Wojska Polskiego
- Wasyl Pietruczuk(inne języki) (1926–2019) - białoruski pisarz, działacz mniejszości białoruskiej w Polsce
- Tomasz Kajetan Węgierski (1755–1787) – poeta epoki oświecenia